# بازنده‌ها (فیلم)
بازنده‌ها (به انگلیسی: The Losers) یک فیلم اکشن آمریکایی است که در سال ۲۰۱۰ اکران شد. این فیلم از روی کتاب کمیکی با همین نام ساخته شد. کارگردان این فیلم سیلوان وایت و گروه بازیگری متشکل از جفری دین مورگان، زویی سالدنا و کریس اوانز می‌باشد.

## خلاصه داستان
۵ نفر از نیروهای شبه‌نظامی به کارفرمایی سازمان سیا برای مأموریت و نابودسازی یک گروه قاچاق مواد مخدر به جنگل‌های بولیوی فرستاده می‌شوند. در حین نابودسازی آن‌ها متوجه حضور کودکان در اردوگاه قاچاقچیان می‌شوند و تصمیم می‌گیرند آن‌ها را نجات دهند. اما متوجه می‌شوند سازمان سیا تصمیم دارد …